# A12 (motorväg, Belgien)

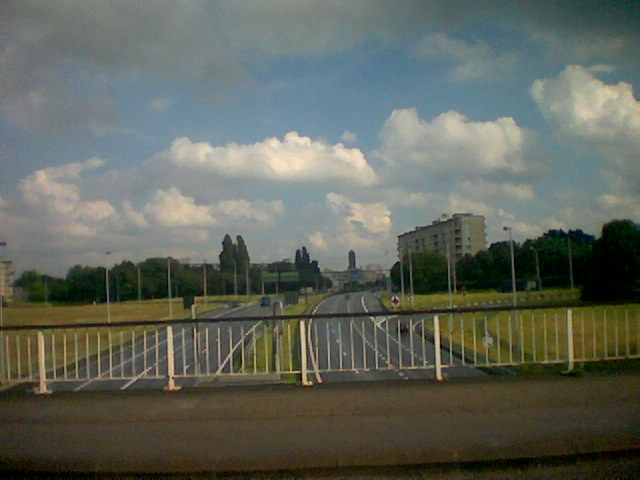
Motorvägen sedd från en bro.

A1 är en motorväg i Belgien som går mellan Bryssel och gränsen till Nederländerna. Motorvägen går via Boom och Antwerpen. Denna motorväg är en viktig länk mellan Bryssel och Nederländerna.